# Simeon D. Fess
Simeon Davison Fess, född 11 december 1861 i Allen County, Ohio, död 23 december 1936 i Washington, D.C., var en amerikansk republikansk politiker. Han representerade delstaten Ohio i båda kamrarna av USA:s kongress, först i representanthuset 1913–1923 och sedan i senaten 1923–1935.
Fess utexaminerades 1889 från Ohio Northern University. Han undervisade där i amerikansk historia 1889–1896 och avlade 1894 juristexamen. Han var juridiska institutionens dekanus 1896–1900 och universitetets vicerektor 1900–1902. Han var sedan lektor vid University of Chicago 1902–1907 och rektor vid Antioch College 1907–1917.
Kongressledamot Matthew Denver kandiderade inte till omval i kongressvalet 1912. Fess vann valet och efterträdde Denver i representanthuset i mars 1913. Han omvaldes fyra gånger. Han besegrade sedan sittande senatorn Atlee Pomerene i senatsvalet 1922 och omvaldes sex år senare. Han kandiderade 1934 till en tredje mandatperiod i senaten men besegrades av demokraten A. Victor Donahey.
Fess var metodist och frimurare. Hans grav finns på Glen Forest Cemetery i Yellow Springs.